# 존 스컬리
존 스컬리(영어: John Sculley, 1939년 4월 6일 ~ )는 미국의 사업가이다. 미국 애플(Apple)의 CEO로 근무하면서, 오늘날 스마트폰의 원형이 된 뉴턴 PDA를 개발했다.

## 학력
- 브라운대학교 건축학 학사
- 펜실베이니아대학교 와튼스쿨 경영학 석사

## 경력
1970년 불과 만 30세의 젊은 나이에 펩시콜라의 부사장에 취임했으며, 기발한 아이디어와 공격적인 마케팅을 통해 펩시콜라를 코카콜라와 대등한 경쟁을 하는 세계적 브랜드로 키웠다. 이 공로를 인정받아 1977년 펩시콜라의 사장이 되었다. 당시 그의 별명은 "마케팅의 천재"였다.
애플의 창업자인 스티브 잡스는 존 스컬리를 찾아와 애플의 CEO를 맡아달라고 설득했다. 스컬리는 스티브 잡스가 남긴 마지막 말에 설득되어, 결국 1983년 4월 애플 CEO로 부임했다.

설탕물이나 팔면서 남은 인생을 낭비하고 싶습니까? 아니면 나와 함께 세상을 바꿔보고 싶습니까?

Do you want to sell sugared water for the rest of your life? Or do you want to come with me and change the world?

애플 CEO가 된 스컬리는 기존 PC 시장을 장악한 IBM에 대항하여 '1984'라는 공격적 마케팅을 통해 애플 매킨토시 컴퓨터를 IBM PC의 경쟁자 수준으로 끌어올렸다. 이를 통해 애플은 리사(LISA)의 연이은 실패에서 벗어나 화려하게 부활할 수 있었다. 당시 애플 창업자인 스티브 잡스는 독단적인 의사결정과 전횡을 일삼았으며, 스컬리는 이에 대해 반대 의견을 표명했다. 이에 스티브 잡스는 이사회 표결을 통해 스컬리를 CEO에서 해임하고자 하였으나, 표결 결과 뜻밖에도 창업자인 스티브 잡스가 애플에서 쫓겨나게 되었다. 이로써 스컬리는 애플을 완전 장악하게 되었다.
1990년 스컬리는 파워북이라는 신제품을 개발했는데, 이는 오늘날 노트북의 원형이 되었다.
1992년 스컬리는 세계 최초의 PDA인 뉴턴(Newton)을 개발했다. 뉴턴은 일정관리, 주소록, 메모, 전자사전, 이메일, 전화 등의 기능을 가지고 있었으나, 낮은 품질과 비싼 가격으로 인해 시장의 외면을 받았다. 이에 스컬리는 1993년 애플 CEO를 사임하고, 후임자로 스티브 잡스가 애플 CEO로 복귀하였다. 하지만 스컬리가 개발한 뉴턴 PDA는 이후 스티브 잡스의 아이폰 개발로 이어졌으며, 오늘날 스마트폰의 원형이 되었다. 이런 점에서 스컬리를 "스마트폰의 아버지"라고 부르기도 한다.
현재는 1995년 설립된 민간 투자 회사 '스컬리 브라더스'의 파트너로서 일하고 있다.

## 같이 보기
- 펩시콜라
- 애플
- 스티브 잡스
- 매킨토시
- 파워북
- 뉴턴
- PDA
- 스마트폰